# Neige Dolsky
Neige Dolsky, née Lydia de Dolivo le 10 mars 1911 dans le 16e arrondissement de Paris et morte le 31 décembre 2002 à Lausanne en Suisse, est une actrice française.

## Biographie
Elle passe son enfance à Paris puis à Montreux avant de retourner en France et d'intégrer le monde du théâtre où elle côtoie Jean Marais, Jacques Dufilho et Madeleine Robinson. Dans les années 1930, Neige Dolsky joue dans les pièces de la Comédie de Genève, puis, en 1944 dans La fournaise de Jacques Aeschlimann. Dans les années 1950, elle participe aux représentations du Centre Dramatique Romand. De la fin des années 1970, jusqu'en 1995, elle joue au Théâtre Kléber-Méleau à Lausanne.

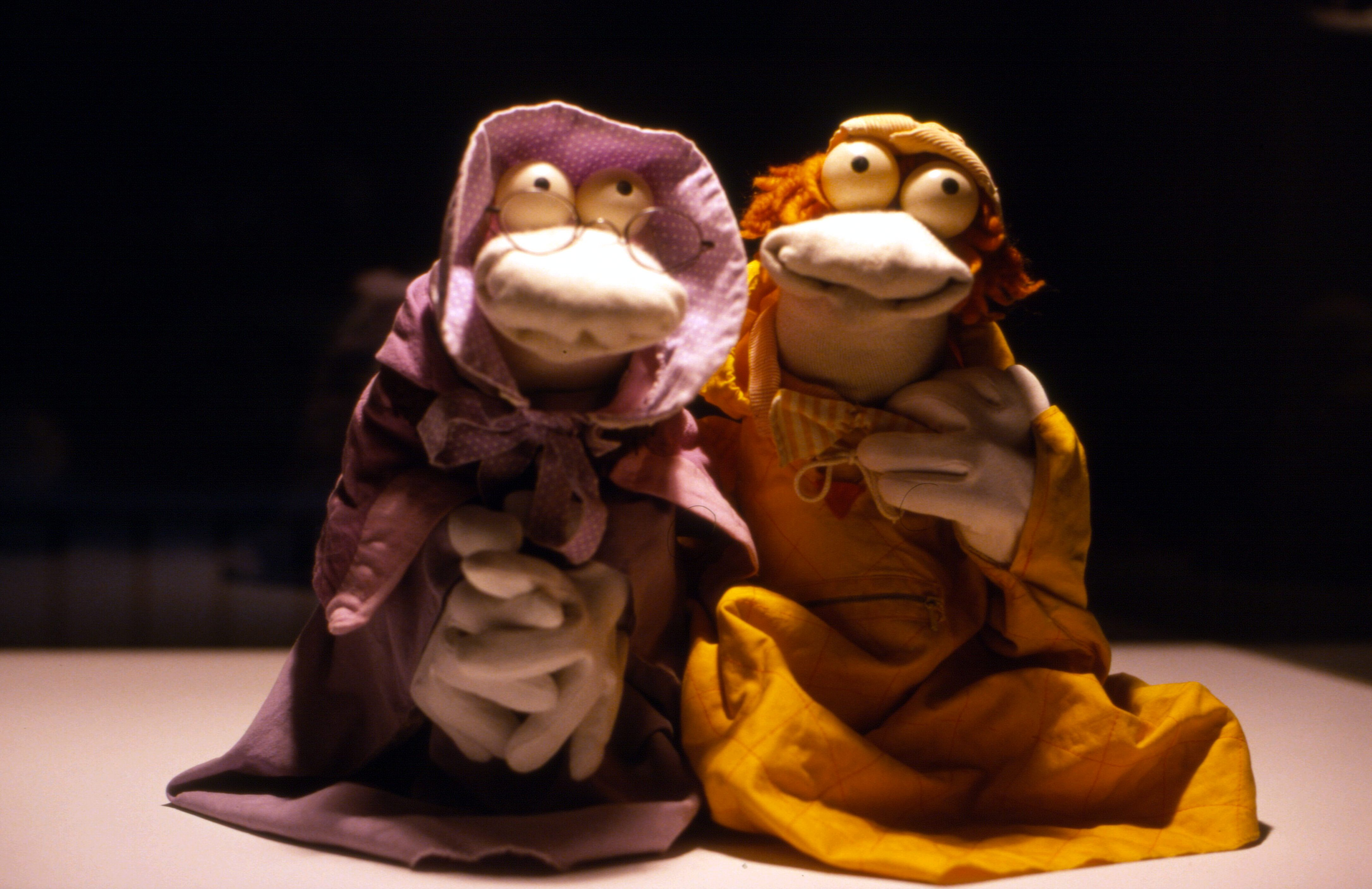
Le personnage de Mademoiselle Cassis (à gauche) doublé par Neige Dolsky

Dans le film L'Invitation de Claude Goretta (1973), elle joue avec Jean-Luc Bideau. Goretta la fera jouer dans plusieurs de ses films : La Provinciale avec Nathalie Baye (1981) ou encore La Mort de Mario Ricci en 1983. En 1990, Neige Dolsky apparaît dans Tatie Danielle dans le rôle d'Odile, la gouvernante. Elle donne sa voix à « Mademoiselle Cassis », une marionnette des Babibouchettes, émission pour enfants diffusée sur la Télévision suisse romande de 1981 à 1999.

## Filmographie
- 1968 : Quatre d'entre elles de Claude Champion - dans le sketch 16 ans, Sylvie
- 1973 : L'Invitation de Claude Goretta
- 1973 : D'un jour à l'autre de Ernest Ansorge
- 1976 : Le Grand soir de Francis Reusser
- 1977 : Désiré Lafarge de Jean-Pierre Gallo
- 1980 : La Grotte aux loups de Bernard Toublanc-Michel  : la mère de Guillaume
- 1981 : La Provinciale de Claude Goretta
- 1982 : Le Retour de Martin Guerre de Daniel Vigne
- 1983 : La Mort de Mario Ricci de Claude Goretta
- 1986 : Le Voyage de Noémie de Michel Rodde
- 1990 : Tatie Danielle de Etienne Chatiliez
- 1991 : L'Amour en deux de Jean-Claude Gallotta
- 1992 : À la vitesse d'un cheval au galop de Fabien Onteniente
- 1994 : Le Clandestin  de Jean-Louis Bertuccelli pour la télévision
- 1994 : Trois couleurs : Rouge de Krzysztof Kieślowski
- 1994 : Le Bonheur à cloche-pied de Jacqueline Surchat - court métrage -
- 1996 : XY, drôle de conception de Jean-Paul Lilienfeld
- 1997 : Comme des rois de François Velle
- 1997 : Héroïnes de Gérard Krawczyk
- 1997 : Le Cousin de Alain Corneau

## Théâtre
- 1987 : Le Suicidé de Nikolaï Erdman, mise en scène Claude Stratz, Comédie de Genève, Théâtre Nanterre-Amandiers